# 상루이스
상루이스(São Luís)는 브라질 마라냥주의 주도이다. 이 도시는 상마르쿠스만의 상루이스섬에 위치해 있는데, 이 섬은 여러 강들이 만나 대서양으로 들어가는 어귀에 형성된 삼각주 섬이다. 정확한 지점은 남위 2.50°서경 44.30°이며, 2008년 자료에 따르면 인구는 약 986,826명 가량이며 이 도시 주변에 형성된 도시권역을 포함한 총 인구는 1,227,659 명으로 브라질에서 16번째로 많다.
상루이스는 프랑스에 의해 건설된 유일한 브라질의 주도이며, 비토리아와 플로리아누폴리스와 함께 섬에 위치한 브라질의 주도 3개중 하나에 포함된다. 아마존 강 유역에서 채굴된 철광석이 수출되는 항구가 있으며, 이에 따라 금속 제련업이 발달하였다. 상루이스는 마라냥 대학이 위치한 곳이기도 하며, 벨기에 축구선수 올리베이라가 이 도시 출신이기도 하다. 1997년에 유네스코 지정 세계 문화 유산에 이름을 올렸다.

## 역사
원래 이 마을은 투피남바족이 모여 살던 곳이었다. 이 곳을 처음으로 발견한 유럽인은 프랑스에서 왔으며, 1612년에 이 곳을 프랑스의 식민지로 만들기 위해, 루이 13세에게 경의를 표하기 위해 이름 붙여진 세인트 루이스 요새를 건설했다. 하지만 도시를 건설할 충분한 시간도 없이 1615년에 포르투갈에게 정복당했으며, 이에 따라 아직도 이 도시가 건설된 실제 날짜에 대해 의견이 분분하다. 1641년에 이 지방은 네덜란드에게 다시 침략당해 니우홀란트 식민지의 일부로써 1645년까지 지배를 받았으나, 이 기간에 이 도시에 있던 건물들은 큰 영향을 받지 않았다. 이는 그 당시 그들의 지배에 대항하는 세력들이 많아 너무 바빴기 때문으로 생각된다.
이러한 침략이 진정되고 난 후, 식민지 지배 정부는 다른 지역과 다른 마라냥주를 만들기로 결정했다. 그때까지 이 지방의 주된 산업은 설탕, 카카오, 담배 등의 농업이었다. 지방 부호들과의 갈등이 결국 벡만의 폭동을 불러온 적도 있다.
미국에서 남북 전쟁이 발발한 직후, 이 지역에서는 영국으로 수출하는 면화재배가 시작되었다. 이로 인한 부가 많이 창출되어 이 도시 전반의 근대회를 불러오게 되었으며, 교육과 수도 관개 시설등도 개선되었다. 이러한 이유로 한때 이 도시는 브라질에서 3번째로 인구가 많은 도시가 되기도 했었으나, 19세기 말부터 농업이 쇠퇴하기 시작하여 이 도시는 다른 업종을 개발할 필요성을 느끼게 되었다.
현재, 상루이스는 남아메리카에서 포르투갈 식민지 시대 양식의 건물을 가장 잘 보존하고 있는 대도시이다. 이 섬은 곤살베스 디아스를 비롯한 많은 시인과 작가들에 의해 잘 알려지기도 했다.

## 기후
| 상루이스의 기후                                                          | 상루이스의 기후 | 상루이스의 기후 | 상루이스의 기후 | 상루이스의 기후 | 상루이스의 기후 | 상루이스의 기후 | 상루이스의 기후 | 상루이스의 기후 | 상루이스의 기후 | 상루이스의 기후 | 상루이스의 기후 | 상루이스의 기후 | 상루이스의 기후 |
| 월                                                                       | 1월             | 2월             | 3월             | 4월             | 5월             | 6월             | 7월             | 8월             | 9월             | 10월            | 11월            | 12월            | 연간            |
| ------------------------------------------------------------------------ | --------------- | --------------- | --------------- | --------------- | --------------- | --------------- | --------------- | --------------- | --------------- | --------------- | --------------- | --------------- | --------------- |
| 역대 최고 기온 °C (°F)                                                   | 33.6 (92.5)     | 36.0 (96.8)     | 32.8 (91.0)     | 33.0 (91.4)     | 33.2 (91.8)     | 33.1 (91.6)     | 32.7 (90.9)     | 34.4 (93.9)     | 34.0 (93.2)     | 33.2 (91.8)     | 34.4 (93.9)     | 33.8 (92.8)     | 36.0 (96.8)     |
| 일평균 최고 기온 °C (°F)                                                 | 31.1 (88.0)     | 30.6 (87.1)     | 30.3 (86.5)     | 30.6 (87.1)     | 31.3 (88.3)     | 31.5 (88.7)     | 31.5 (88.7)     | 32.0 (89.6)     | 32.3 (90.1)     | 32.5 (90.5)     | 33.5 (92.3)     | 32.2 (90.0)     | 31.6 (88.9)     |
| 일평균 최저 기온 °C (°F)                                                 | 24.2 (75.6)     | 24.0 (75.2)     | 23.8 (74.8)     | 23.8 (74.8)     | 23.9 (75.0)     | 23.5 (74.3)     | 23.4 (74.1)     | 24.7 (76.5)     | 24.4 (75.9)     | 24.7 (76.5)     | 24.9 (76.8)     | 25.0 (77.0)     | 24.2 (75.5)     |
| 역대 최저 기온 °C (°F)                                                   | 20.0 (68.0)     | 20.1 (68.2)     | 17.9 (64.2)     | 13.1 (55.6)     | 20.2 (68.4)     | 20.6 (69.1)     | 18.1 (64.6)     | 20.3 (68.5)     | 20.9 (69.6)     | 21.2 (70.2)     | 21.6 (70.9)     | 20.0 (68.0)     | 13.1 (55.6)     |
| 평균 강수량 mm (인치)                                                    | 235.4 (9.27)    | 308.0 (12.13)   | 452.8 (17.83)   | 431.4 (16.98)   | 312.0 (12.28)   | 174.3 (6.86)    | 110.8 (4.36)    | 22.5 (0.89)     | 2.9 (0.11)      | 2.8 (0.11)      | 9.7 (0.38)      | 54.5 (2.15)     | 2,117.1 (83.35) |
| 평균 강수일수 (≥ 1 mm)                                                   | 13              | 17              | 22              | 22              | 18              | 13              | 10              | 3               | 1               | 0               | 1               | 4               | 124             |
| 평균 상대 습도 (%)                                                       | 82.5            | 84.8            | 86.6            | 87.7            | 86.4            | 84.3            | 82.1            | 80.5            | 77.6            | 76.2            | 76.6            | 77.6            | 81.9            |
| 평균 월간 일조시간                                                       | 155.9           | 119.2           | 115.3           | 120.2           | 163.5           | 201.6           | 233.3           | 267.5           | 258.3           | 264.2           | 235.1           | 215             | 2,349.1         |
| 출처: 브라질 국립기상연구소 (평년값: 1991년~2020년, 극값: 1961년~1990년) |                 |                 |                 |                 |                 |                 |                 |                 |                 |                 |                 |                 |                 |